# Monica Abbott
Monica Abbott, född den 20 juli 1985 i Santa Cruz, Kalifornien, är en amerikansk softbollspelare.
Hon tog OS-silver i samband med de olympiska softboll-turneringarna 2008 i Peking.